# 玛乔丽·莫尔曼
玛乔丽·莫尔曼（英語：Marjorie Moreman，1902年10月17日—1987年9月），英国女子竞技体操运动员。她曾代表英国获得1928年夏季奥运会体操比赛女子团体全能铜牌。她于1987年在南安普敦去世。